# Acuexcomac
Acuexcomac är en ort i Mexiko.   Den ligger i kommunen San Pedro Cholula och delstaten Puebla, i den sydöstra delen av landet, 90 km sydost om huvudstaden Mexico City. Acuexcomac ligger 2 153 meter över havet och antalet invånare är 4 236.
Terrängen runt Acuexcomac är platt österut, men västerut är den kuperad. Runt Acuexcomac är det tätbefolkat, med 476 invånare per kvadratkilometer. Närmaste större samhälle är Puebla de Zaragoza, 19,0 km öster om Acuexcomac. Omgivningarna runt Acuexcomac är en mosaik av jordbruksmark och naturlig växtlighet.